# Kazakhtelecom
Kazakhtelecom JSC (kaz. Қазақтелеком, Qazaqtelekom; ros. Казахтелеком) – przedsiębiorstwo telekomunikacyjne funkcjonujące w Kazachstanie. Jego siedziba mieści się w stolicy kraju – Astanie.
Przedsiębiorstwo zostało założone w 1994 roku.